# Blauwe superreus
De blauwe superreus is een grote, hete en felle ster. De wetenschappelijke benaming is OB superreus. De bijbehorende spectraalklassen zijn  O0 tot en met B9 en de lichtkracht klasse is I (Romeinse één).
Blauwe superreuzen vindt men links bovenin in het Hertzsprung-Russelldiagram. Ze zijn veel groter dan de Zon maar zijn kleiner dan een rode superreus, met oppervlaktetemperaturen van 10.000 tot 50.000 K en een lichtkracht van ten minste tienduizendmaal de zon, oplopend tot een miljoen keer zo fel. 

## Vormingsproces

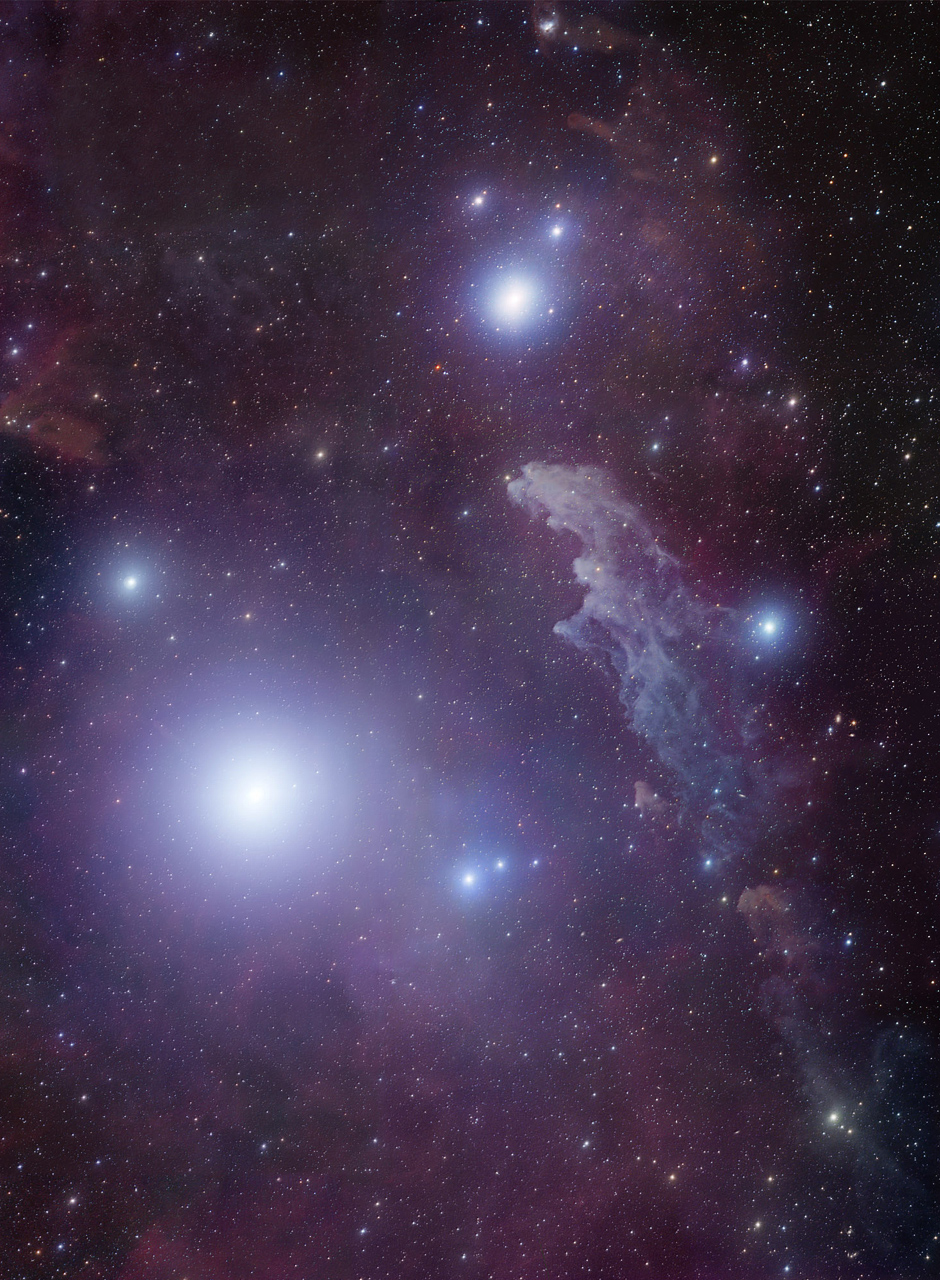
Rigel, een blauwe superreus, en de reflectienevel NGC 1909 die ze oplicht.

Superreuzen zijn sterren met een hoge massa die verder geëvolueerd zijn dan sterren op de hoofdreeks. Ze bezitten een grotere lichtkracht en zijn ook groter in omvang. Type O en hetere type B sterren met een startmassa tussen 10 en 300 zonsmassa evolueren in 'slechts' een paar miljoen jaar van de hoofdreeks af omdat het waterstof op raakt en zwaardere elementen beginnen te verschijnen nabij het steroppervlak. Deze sterren veranderen doorgaans in blauwe superreuzen, alhoewel het ook mogelijk is dat sommigen ervan direct een Wolf-Rayetster worden. Het uitzetten van de ster, waardoor de superreus fase aanbreekt, gebeurt omdat het waterstof in de sterkern opraakt en het kernfusieproces van waterstof in een verder gelegen schil begint. Het is ook mogelijk dat het deels veroorzaakt wordt als zwaardere elementen door convectie als het ware opgebaggerd worden naar het steroppervlak, waarbij meer massaverlies wordt veroorzaakt door toegenomen stralingsdruk. 
Het massaverlies van deze superreuzen is erg hoog en ze zijn veelal instabiel. Veel ervan behoren tot de lichtsterke blauwe variabelen, met episodes van extreem massaverlies. Blauwe superreuzen met wat minder massa blijven in omvang toenemen tot ze veranderen in een rode superreus. Tijdens dit overgangsproces zal de ster tijdelijk een tussenvorm aannemen, bekend als een gele superreus, of gele hyperreus. Deze gele tussenvorm duurt echter maar een paar duizend jaar en dit is op een sterleven zo kort dat zo'n stervorm extreem zeldzaam is. Een rode superreus met relatief veel massa zal haar buitenste sterlagen van zich af blazen en dan terug evolueren naar een blauwe superreus, of mogelijk tot een Wolf-Rayetster. Afhankelijk van de precieze massa en samenstelling van een rode superreus kan deze een x aantal 'blauwe lussen' vertonen, voordat deze uiteindelijk explodeert in een supernova type II. Ook kan zo'n rode superreus, door zoveel massa van de buitenste sterlagen te verliezen, weer een blauwe superreus worden, al zijn ze dan minder lichtsterk en minder stabiel. Als zo'n ster de gele tussenfase kan doorlopen, verwacht men dat deze een wat zwakke lichtsterke blauwe variabele zal vormen.
De meest massieve blauwe superreuzen zijn te lichtsterk om een grote atmosfeer te kunnen behouden en zullen nooit uit kunnen zetten tot een rode superreus. De scheidslijn is ongeveer 40 zonsmassa, alhoewel de koelste en grootste rode superreuzen zich ontwikkelen van sterren met een beginmassa van 15 tot 25 zonsmassa. Het is helaas nog niet duidelijk of de nog massievere blauwe superreus voldoende massa kan verliezen om veilig een Wolf-Rayetster te worden en uiteindelijk als witte dwerg te eindigen, of als Wolf-Rayetster te ontploffen in een supernova, of dat er een supernova plaatsvindt in de blauwe superreus levensfase.
De bron van dit type supernovae zijn normaal gesproken rode superreuzen en het werd algemeen aangenomen dat alleen rode superreuzen konden ontploffen in zo'n supernova. Met de observaties van SN 1987A werden astronomen geconfronteerd met bewijs voor het tegendeel: de bron hiervan was de type B3 blauwe superreus Sanduleak -69° 202. Nu is het door waarnemingen bekend dat bijna elk type van een doorgeëvolueerde ster met grote hoeveelheid massa, inclusief blauwe en gele superreuzen, kunnen ontploffen in een supernova. Hoe dit precies in detail gebeurt is echter nog steeds lastig te verklaren. Terwijl de meeste van dit soort supernovae van de relatief homogene type II-P zijn, afkomstig van rode superreuzen, verschillen de supernovae van blauwe superreuzen sterk in lichtkracht, duur van bestaan en spectrale typen. Soms zijn ze zoals SN 1987A lichtzwakker, soms juist zeer fel zoals veel van de typen IIn supernovae.

## Eigenschappen

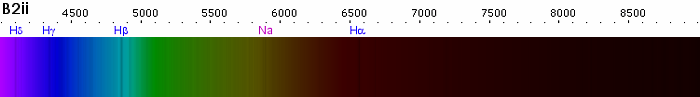
Spectrum van een ster type B2.

Vanwege de extreme hoeveelheid massa hebben deze sterren een relatief kort bestaan. Ze worden hoofdzakelijk gevonden in jonge gebieden zoals een open sterhoop, in de armen van een spiraalvormig sterrenstelsel en in onregelmatige sterrenstelsels. Het is maar zelden dat ze gespot worden in de kern van een spiraalvormig sterrenstelsel, in een elliptisch sterrenstelsel of een bolvormige sterhoop. Men is het er in het algemeen over eens dat deze kosmische structuren uit oudere sterren bestaan, hoewel men recent nog in het centrum van de Melkweg een aantal gigantische open sterrenhopen vond met daarin jonge, hete sterren.
De meest bekende blauwe superreus is Rigel, de felste ster in het sterrenbeeld Orion. De totale massa is ongeveer twintigmaal dat van onze Zon, de lichtkracht is rond de 117.000 keer zo sterk. Ondanks dat deze sterren zo zeldzaam zijn en zo kort bestaan, komen ze toch veel voor in het lijstje met sterren die met het blote oog zichtbaar zijn; hun ongelooflijk sterke lichtkracht is meer dan voldoende om hun schaarsheid te compenseren.
Blauwe superreuzen hebben een krachtige sterrenwind en de meest lichtsterke, de hyperreuzen, hebben een spectrum waarbij de dominante spectraallijnen aangeven dat er een sterk gedreven en continu massaverlies plaatsvindt. De spectra van blauwe superreuzen tonen verschillende hoeveelheden van zware elementen, afhankelijk van de sterleeftijd en hoe efficiënt ze de producten van nucleosynthese uit de sterkern naar het oppervlak brengen. Heeft ze een snelle rotatie, dan kan een superreus haar essentie goed vermengen. In dit geval kunnen er grote proporties van helium en nog zwaardere elementen in de spectra te zien zijn, terwijl de ster nog steeds waterstof verbrand in de kern. Deze sterren hebben spectra die erg lijken op die van de Wolf-Rayetster.  
Bij een rode superreus hoort een sterrenwind die dik en traag is, voor een blauwe superreus is de sterrenwind dun en snel. Wanneer een rode superreus verandert in een blauwe, zal de versnelde sterrenwind dat ze produceert botsen met de al eerder uitgestraalde, tragere sterrenwind en hierbij zal de uitvloeiende materie condenseren tot een dunne schil. In sommige gevallen kunnen een aantal geconcentreerde, vervaagde  schillen gezien worden van eerder opeenvolgende perioden van massaverlies. Dit kunnen de eerder genoemde 'blauwe lussen' op het HR-diagram zijn, of uitbarstingen zoals behorend bij een lichtsterk blauwe variabele.

## Voorbeelden
- Rigel (β Orionis), een blauw-witte type B superreus.
- Naos (Suhail Hadar), een blauwe type O superreus.